# Louvil
Louvil ist eine französische Gemeinde mit 902 Einwohnern (Stand: 1. Januar 2022) im Département Nord in der Region Hauts-de-France. Sie gehört zum Arrondissement Lille und zum Kanton Templeuve-en-Pévèle. 

## Geographie
Louvil liegt etwa zwölf Kilometer südöstlich des Stadtzentrums von Lille an der Marque. Umgeben wird Bourghelles von den Nachbargemeinden Cysoing im Norden und Osten, Templeuve-en-Pévèle im Süden und Westen sowie Péronne-en-Mélantois im Westen und Nordwesten.

## Bevölkerungsentwicklung
| Jahr                       | 1962 | 1968 | 1975 | 1982 | 1990 | 1999 | 2006 | 2013 | 2020 |
| Einwohner                  | 510  | 494  | 646  | 674  | 793  | 835  | 840  | 840  | 890  |
| Quellen: Cassini und INSEE |      |      |      |      |      |      |      |      |      |

## Sehenswürdigkeiten
- Kirche Saint-Martin